# 블루베리 파이

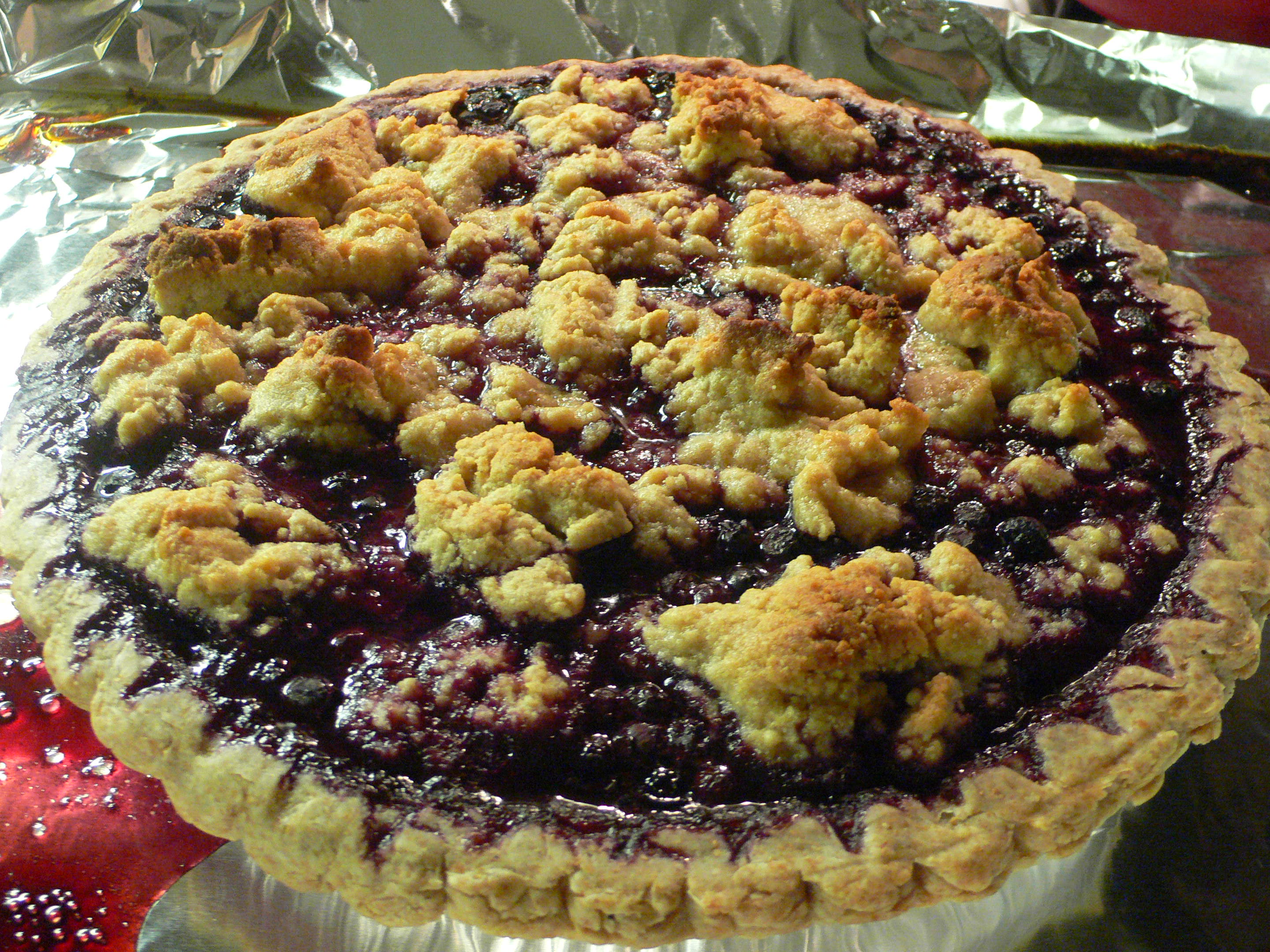
블루베리 파이

블루베리 파이(Blueberry pie)는 블루베리 속을 채운 파이이다. 블루베리 파이는 과일을 찌르거나 껍질을 벗길 필요가 없기 때문에 쉽게 만들 수 있다. 일반적으로 윗부분과 아랫부분의 껍질이 있다. 윗부분의 껍질은 원형일 수 있지만 파이는 크럼블 크러스트가 있거나 윗부분의 껍질이 없을 수도 있다. 블루베리 파이는 북반구에서 블루베리가 제철인 여름철에 자주 먹는다.